# Yoo Nam-kyu
Yoo Nam-Kyu (em coreano:  유남규) (4 de Junho de 1968) é um ex-mesa-tenista sul-coreano e primeiro campeão olímpico individual do tênis de mesa.

## Ligações Externas
- JANOFSKY, Michael. Olympics: A New Craze in South Korea. The New York Times